# 清水昭典
清水 昭典（しみず しょうすけ、1928年11月16日 - 没年不明）は、日本の政治学者・歴史学者。北海道の近代政治史を専門とし、北海道各地の市町村史の編纂・策定に関わった。学位は、法学博士（北海道大学）。北見工業大学及び札幌大学名誉教授。2008年瑞宝中綬章受章。北海道生まれ。

## 略歴
1947年北海道立札幌第一中学校卒業。1953年北海道大学法経学部政治学科卒業。1958年北海道大学大学院特別研究生修了。北海道大学法学部助手。
1961年北見工業短期大学応用化学科講師。1963年同応用化学科助教授。1966年北見工業大学工学部助教授。1972年同工学部教授。1991年北見工業大学停年退官。同名誉教授。
札幌大学法学部教授。2001年札幌大学退職。2001年札幌大学名誉教授。

### 学外における役職
- 1971年 釧路地方裁判所民事調停委員
- 1973年 釧路地方裁判所司法委員
- 1974年 北海学園北見大学設立期成会委員
- 1977年 北海学園北見大学商学部非常勤講師（～1990年）
- 1978年 釧路地方裁判所参与
- 1981年 北見市都市計画問題会議委員
- 1984年 北見商工会議所商業活動調整協議会会長
- 1998年 北見市計画マスタープラン策定委員会委員長
- 1999年 北見市情報公開審査委員会会長[5]
- 1999年 北海学園大学法学部非常勤講師（～2001年）
- 2001年 北海学園北見短期大学経営学科非常勤講師（～2004年）
- 2008年 北見市文化財審議委員[6]

## 叙位・叙勲
- 瑞宝中綬章（2008年）[7]

## 恩師
- 北海道大学法学部在学中に尾形典男に師事する。しかし、尾形典男が教員を依願退職により、大学院では、富田容甫に師事する。

## 著書

### 市町村史
- 『北見市史　下巻』共著、1984年
- 『北見市議会史』共著、1986年
- 『常呂町百年史』共著、1989年
- 『清水町議会史』共著、1994年
- 『富良野町史　第3巻』共著、1994年
- 『伊達市史』共著、1994年
- 『新門別町史　上巻』共著、1995年
- 『続新冠町史』共著、1996年
- 『開基百年上湧別町史』共著、1996年
- 『続訓子府町史』単著、1998年

### その他
- 関秀志編『北海道の研究 第5巻 近・現代篇 1』（分担執筆、清文堂出版、1983年）
- （十亀昭雄）・（山本佐門）ほか共著『地域からの政治学』（窓社、1991年初版・1996年改訂増補2版）